# Labutí princezna
Labutí princezna, anglicky: The Swan Princess, je americký rodinný animovaný film, jde o muzikál respektive o filmovou pohádku napsanou na motivy baletu Labutí jezero z roku 1994. Režii snímku provedl Richard Rich.
Děj filmu vypráví příběh o zakleté princezně Odettě, kterou unese zlý černokněžník, který ji promění v labuť. Princ Derek, který jí je již od dětství přisouzen jako její budoucí manžel, jí s velkou pomocí zvířátek nakonec zahchrání, vše skončí kýženým happyendem.

## Podobná díla
- Jezerní královna, česko-německá filmová pohádka režiséra Václava Vorlíčka z roku 1998